# Руєвіца (стадіон)
Стадіон «Руєвіца» або Стадіон ФК «Рієка» (хорв. «Stadion Rujevica», «Stadion HNK Rijeka») — футбольний стадіон у місті Рієка, Хорватія, домашня арена ФК «Рієка».

## Історія
Стадіон побудований протягом 2014—2015 років та відкритий 2 серпня 2015 року. У зв'язку із капітальною реконструкцією стадіону «Кантріда», стадіон із часу відкриття є тимчасовою домашньою ареною ФК «Рієка». Арена є складовою тренувальної бази «Рієки» і використовується молодіжною академією клубу, у розпорядженні якої чотири тренувальних поля. Після відкриття оновленого стадіону «Кантріда», основна команда там прийматиме домашні матчі, а «Руєвіцу» планується використовувати як тренувальну базу. 
У 2017 році планується розширення арени. Роботи будуть виконані після повернення «Рієки» на «Кантріду».